# Лісова наглядова рада
Лісова опікунська рада (англ. Forest Stewardship Council, FSC), ЛОР —  неурядова, некомерційна організація, яка була заснована в 1993 році групою екологічних організацій, лісових компаній, трейдерів та лісових профспілок.
Врахування різних, а часом і конфліктних, інтересів досягається за рахунок розподілу членів по трьох секціях: соціальній, екологічній та економічній. Принцип прийняття рішень на основі консенсусу в трьох секціях є наріжним каменем діяльності FSC з моменту її створення. Це забезпечує збалансованість рішень та їхню прийнятність для різних груп інтересів.

## Місія
Місія Лісової опікунської ради полягає у просуванні екологічно відповідального, соціально вигідного і економічно життєздатного управління лісами в світі.
- Екологічно відповідальне управління лісами гарантує, що заготівля деревини і недеревних продуктів лісу не загрожує біорізноманіттю, не зменшує їх продуктивність і екологічні функції лісів.
- Соціально вигідне управління лісами допомагає як місцевому населенню і працівникам підприємств, так і суспільству в цілому в отриманні довгострокової вигоди, а також створює для місцевого населення потужні стимули для збереження лісових ресурсів та управління ними на основі довгострокових планів.
- Економічно життєздатне управління лісами означає, що лісокористування надає достатню економічну вигоду без незворотних втрат лісових ресурсів, якості екосистеми та шкоди для місцевих громад. Протиріччя між необхідністю отримання прибутку і впливом на ліс можуть бути мінімізовані шляхом реалізації усього спектру продуктів і послуг лісових екосистем за найкращою вартістю.

## Історія
Робота Лісової Опікунської Ради (ЛОР) розпочалась як спроба зупинити руйнування тропічних лісів. Її заснували в Торонто (Канада) 1993 року з ініціативи власників лісів і екологічних організацій 25-ти країн. У перші роки міжнародний секретаріат FSC розташовувався в м. Оахака (Мексика). Першим директором організації став Тімоті Сіннот. У 2003 році секретаріат переїхав до міста Бонн (Німеччина), де і знаходиться в даний час. На сьогоднішній день генеральним директором FSC є Кім Карстенсен.
Головним стандартом Лісової опікунської ради є Принципи і критерії FSC. Перший варіант Принципів і критеріїв FSC був опублікований 1994 року. У 1996 році був акредитований перший орган по сертифікації (Rainforest Alliance програма Smartwood), яким була проведена перша сертифікація тикових плантацій в Індонезії і на ринку з'явилася перша продукція з логотипом FSC. У 1997 році FSC визнав першу національну ініціативу (Швеція), яка розробила перший національний стандарт.
Лісова опікунська рада пройшла величезний і тернистий шлях від блискучої ідеї до її практичного втілення на глобальному рівні. Якщо в 90-х роках ідея створення такої організації швидше нагадувала наукову фантастику, то в наш час більше 15% світової торгівлі лісопаперової продукцією займає сертифікована продукція (за даними UNECE).
Станом на 9 березня 2016 р. схемою FSC в світі сертифіковано понад 188 млн га лісів в 80 країнах світу і видано 30 121 сертифікат ланцюжка поставок в 117 країнах. Акредитовано 36 органів з сертифікації, в 42 країнах є національні партнери FSC, схвалено 46 національних стандартів
За даними ООН (UNECE) Схема FSC є системою лісової сертифікації, що найбільш швидко розвивається в світі. Ринок продукції з логотипом FSC оцінюється в десятки млрд доларів. Програми державних закупівель легальних і сертифікованих лісоматеріалів діють більш ніж в 30 країнах світу, в тому числі в Австралії, Англії, Бразилії, Німеччини, Китаї, Фінляндії, Швеції, Японії та ін.

## Функціонування схеми сертифікації
Схема сертифікації включає кілька невід’ємних елементів. Перший – це сертифікація системи ведення лісового господарства, другий – сертифікація ланцюга постачання продукції , третій – вихід на ринок сертифікованої продукції. На початку відбувається оцінка відповідності лісового господарства сукупності екологічних, соціальних і економічних вимог. Ці вимоги сформульовані у вигляді Принципів і Критеріїв FSC. Наступний етап сертифікації стосується налагодження системи стеження руху деревини та іншої продукції з сертифікованих лісових господарств до споживача через усі етапи трансформації сировини в готову продукцію, призначену для використання кінцевим споживачем. Таким чином, якщо перша складова безпосередньо стосується лісових господарств (FSC FM), то друга – деревообробних і лісоторгівельних підприємств (FSC CoC), які використовують деревину з сертифікованих лісів. При цьому, мають дотримуватися вимоги нерозривності ланцюга постачання і відповідно сертифікації кожної з його ланок. Проведення сертифікації здійснюється акредитованими на міжнародному рівні компаніями (органи сертифікації). Такі процедури сертифікації гарантують незалежність, неупередженість та об’єктивність оцінки ведення лісового господарства у будь-якій країні.

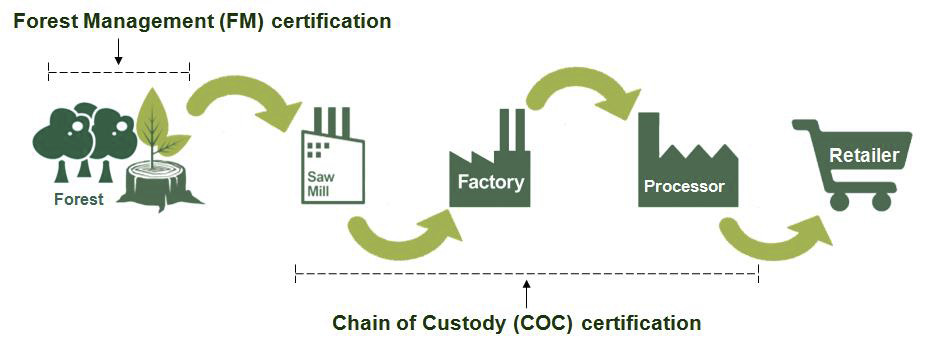
Схема лісової сертифікації FSC

У разі відсутності сертифікованих лісів, допускається використання FSC контрольованої деревини. Стандарт контрольованої деревини виключає можливість закупівлі і використання неприйнятних категорій деревини.

## Принципи та критерії FSC
Принцип № 1: Відповідність законодавству: Підприємство повинно виконувати всі застосовні закони, нормативні документи і ратифіковані країною міжнародні угоди, конвенції і договори
Принцип № 2: Права працівників та умови зайнятості: Підприємство повинно підтримувати або підвищувати соціально-економічний добробут працівників
Принцип № 3: Права корінних народів: Підприємство повинно  виявляти і дотримуватися  законних і традиційних прав власності,  користування і керування землями, територіями і ресурсами, що піддаються впливу в результаті господарської діяльності.
Принцип №4: Відносини з місцевим населенням: Підприємство повинно  сприяти підтриманню або підвищенню соціально-економічного добробуту місцевих громад.
Принцип №5: Використання лісу: Підприємство повинно ефективно використовувати всі види чисельних продуктів і послуг на території підприємства з метою збереження або підвищення довготермінової економічної життєздатності та отримання широкого спектра екологічних і соціальних вигод.
Принцип № 6: Цінності довкілля та впливи на них: Підприємство повинно підтримувати, зберігати та/або відновлювати екосистемні послуги та цінності довкілля на території підприємства, а також повинно уникати негативного впливу на довкілля, компенсувати або пом’якшувати такий вплив.
Принцип № 7: Планування ведення господарства: Підприємство повинно мати план ведення господарства, узгоджений з його стратегією та цілями і такий, що відповідає масштабу, інтенсивності та ризикам його господарської діяльності.
Принцип № 8: Моніторинг та оцінювання: Підприємство повинно демонструвати, що прогрес у досягненні цілей ведення господарства, вплив господарської діяльності та стан території підприємства відстежуються в процесі моніторингу та оцінюються відповідно до масштабу, інтенсивності та ризику з метою виконання адаптивного ведення господарства.
Принцип № 9: Особливі для збереження цінності: Підприємство повинно зберігати та/або збільшувати особливі для збереження цінності на території підприємства шляхом застосування застережного підходу.
Принцип №10: Виконання господарської діяльності: Види господарської діяльності, що провадяться підприємством на власній території, повинні відбиратися та виконуватися у відповідності як з економічними, екологічними і соціальними стратегіями і цілями підприємства, так і з Принципами та Критеріями FSC.

## FSC в Україні
Лісове господарство Україні має майже 15-річний досвід FSC сертифікації. Нестабільна динаміка зростання площі сертифікованих лісів вказує на складнощі й прорахунки при здійсненні процедур сертифікації та недотримання вимог Принципів і Критеріїв FSC. На початку березня 2016 року площа сертифікованих лісів сягнула 2,6 млн га, що складає 25% лісового фонду країни. Акредитованими органами сертифікації видано 35 сертифікатів відповідального ведення лісового господарства FSC FM та 105 сертифікатів ланцюга постачання.
Задля підтримки розвитку сертифікації за схемою FSC в Україні, в листопаді 2014 року Головою Державного агентства лісових ресурсів України Валерієм Черняковим і Генеральним директором FSC Кімом Карстенсеном підписано Меморандум про взаєморозуміння між Державним агентством лісових ресурсів України та FSC. Меморандумом передбачено широке коло напрямків співробітництва, серед яких, зокрема: розробка пропозицій щодо гармонізації законодавства до вимог стандартів FSC та зміцнення правозастовування; реалізація практик обміну інформацією та навчання найкращого досвіду в лісовому господарстві; визначення та сприяння охороні лісів високої охоронної цінності; консультування та сприяння в розробці стандартів і національної оцінки ризиків.
З липня 2011 році FSC в Україні представлено Національним представником, яким став Павло Кравець. З 2015 року статус було підвищено до Національного представництва FSC в Україні. 15 липня 2015 року на базі Національного університету біоресурсів та природокористування відбулося урочсте відкриття офісу Національного представництва в Україні. На звернення України, у березні 2022 року, під час російського вторгнення в Україну, FSC погодилася призупинити дію всіх торговельних сертифікатів у Росії та Білорусі.